# Northfleet

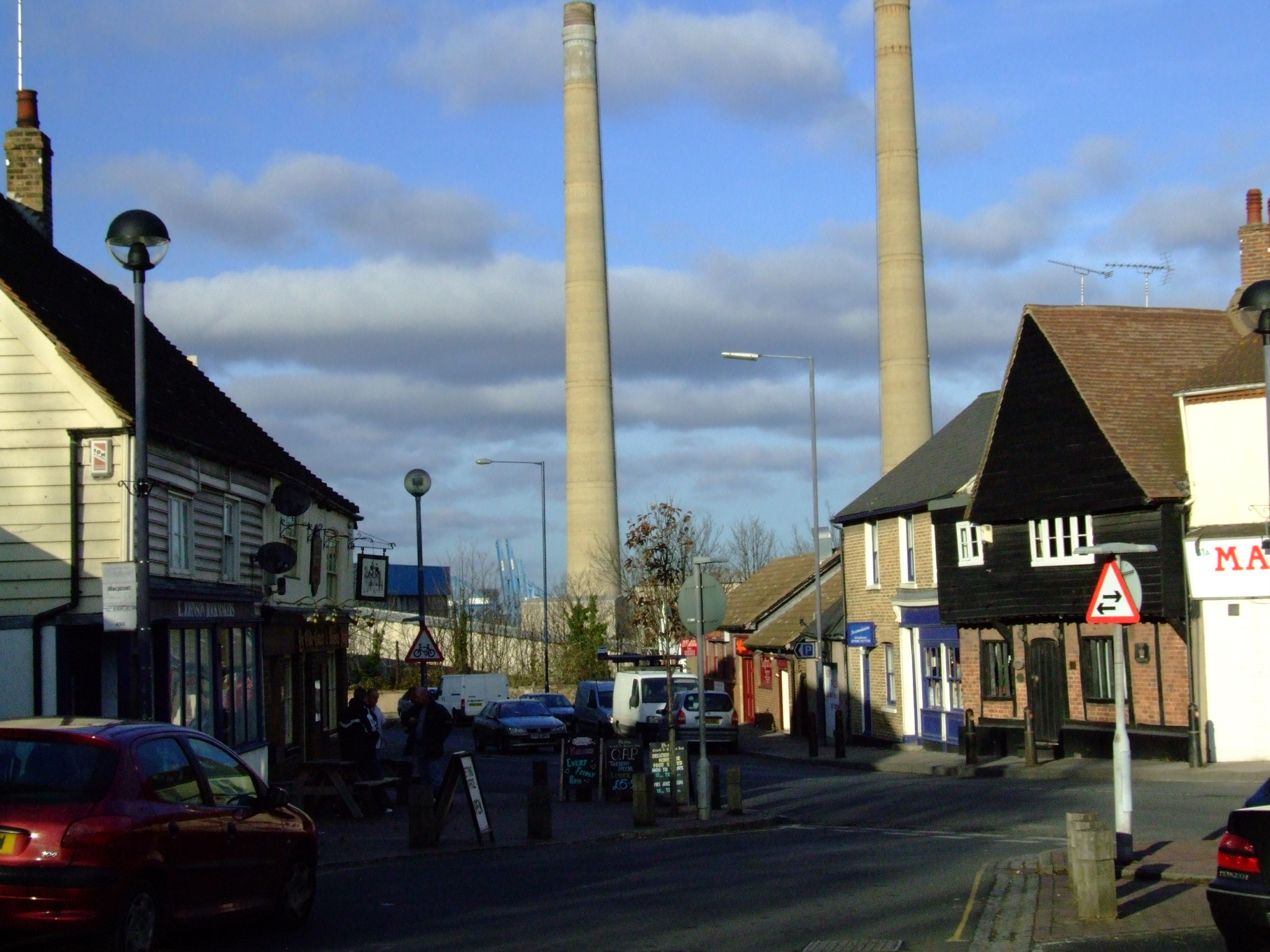
Straße in Northfleet; Schornsteine der ehemaligen Zementwerke

Northfleet ist eine Stadt im Verwaltungsbereich Gravesham in Kent, England mit knapp 30.000 Einwohnern (2011). Das Gebiet ohne Gemeindestatus („unparished“) liegt unmittelbar westlich angrenzend an Gravesend.
Der Ort bestand bereits zur Römerzeit.

## Namenshistorie
Der Name leitet sich von dem Fluss Fleet (heute Ebbsfleet) ab. Er entwickelte sich durch die Sachsen wie folgt: Fleote um 600 n. Chr., Flyote um 900 n. Chr. und Flete um 1000 n. Chr. Im Domesday Book wurde der Ort als Norfluete und 1201 als Northflet bezeichnet. Seit 1610 hat sich der Name Northfleet durchgesetzt.

## Persönlichkeiten
- Richard Southwood (1931–2005), Zoologe, Ökologe und Insektenkundler